# Damas de Blanco

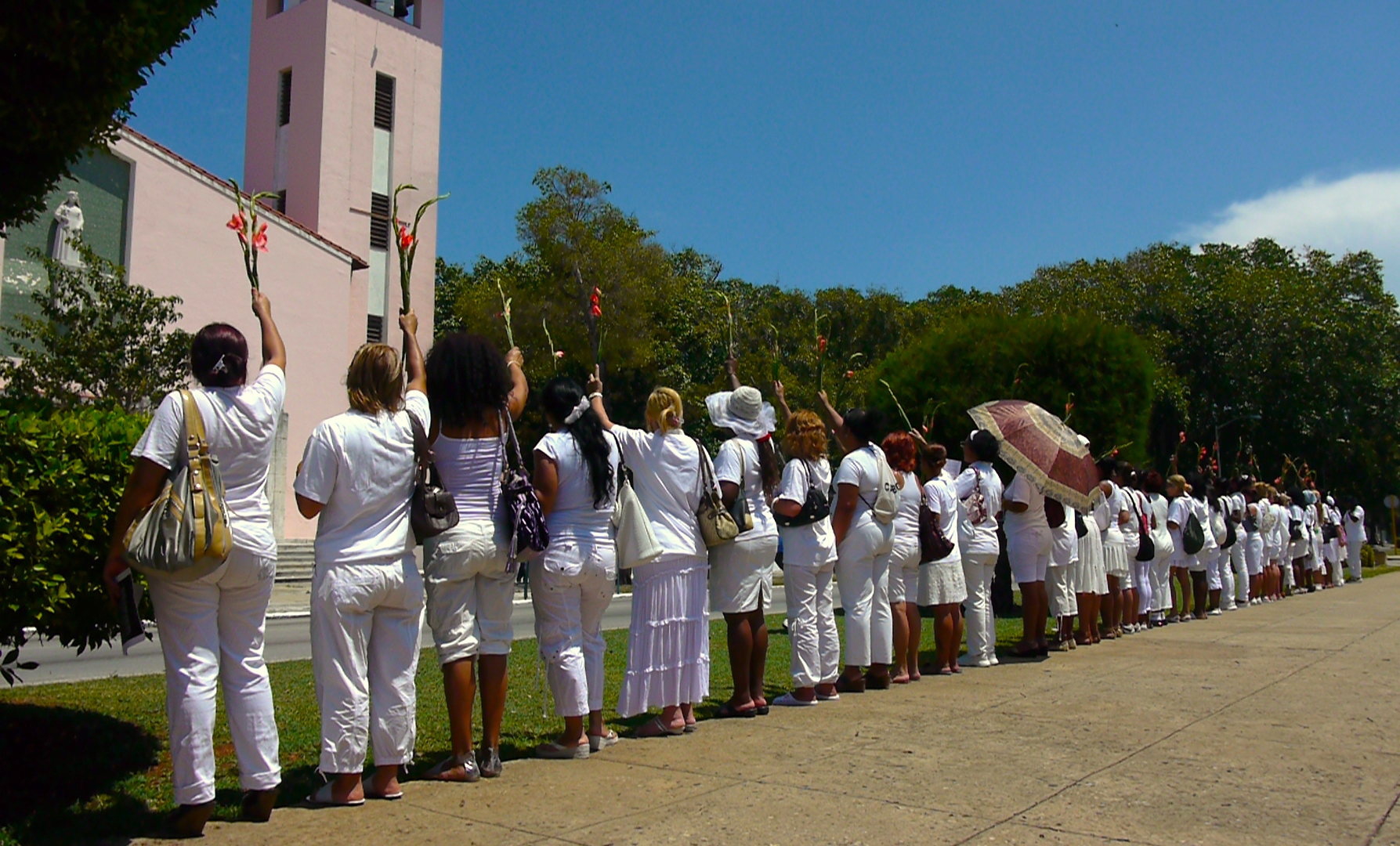
Alcune Damas de Blanco durante una protesta

Damas de Blanco ("signore in bianco" in spagnolo) è un movimento di opposizione al governo cubano che riunisce le mogli e i famigliari di persone accusate di azioni contro lo Stato. Secondo le Damas, i loro congiunti sarebbero stati arrestati per reati politici o d'opinione, cioè per il solo fatto di essere degli oppositori del governo. Secondo le voci critiche con il movimento, invece, esso sarebbe uno strumento politico manovrato dagli Stati Uniti e i prigionieri sarebbero stati incarcerati dopo un regolare processo, che li ha ritenuti colpevoli dei reati di spionaggio e associazione proibita con la CIA.

## Fondazione
Il movimento nasce nella primavera del 2003, nota anche come Primavera Nera di Cuba, dopo un'ondata di arresti e la condanna di 75 giornalisti, sindacalisti, attivisti per i diritti umani e dissidenti per reati contro lo Stato e i principi della Rivoluzione cubana. La base giuridica delle condanne è la legge 88 del 1999, conosciuta anche come Legge Mordaza, che ha ricevuto molte critiche per la sua arbitrarietà e la discrezione che lascia ai giudici. L'accusa nello specifico è quella di aver collaborato alle attività sovversive organizzate dalla Sezione di Interessi degli Stati Uniti a Cuba, delegazione diplomatica coordinata dallo statunitense James Carson. Secondo le Damas de Blanco la maggioranza dei prigionieri non avrebbe nemmeno mai avuto contatti con Carson e la sua delegazione. Inoltre, secondo il movimento, i processi a carico dei loro congiunti sono avvenuti in modo non conforme a quanto prescritto dal diritto internazionale sui diritti umani, senza una giusta difesa e senza le più elementari garanzie processuali.

## Attività
L'attività del movimento consiste nell'organizzazione ogni domenica, dopo la celebrazione della messa nella chiesa di Santa Rita a L'Avana, di una marcia pacifica durante la quale le Damas, completamente vestite di bianco (ispirandosi alle Madri di Plaza de Mayo che manifestavano per i desaparecidos argentini) mostrano le foto dei famigliari detenuti. Il 18 di ogni mese le Damas si riuniscono in quello che chiamano "tè letterario", una riunione in cui leggono lettere dei loro congiunti, poesie e altre opere letterarie e in cui si fanno forza a vicenda. Oltre alla marcia domenicale e alle riunioni, il movimento organizza anche mobilitazioni straordinarie, come quella davanti alla sede dell'Unione dei Giornalisti Cubani per chiedere più attenzione da parte dei media e quella del 2004 nella Piazza della Rivoluzione per chiedere il trasferimento in ospedale di un detenuto gravemente malato.

## Riconoscimento internazionale
Nonostante una parte delle Madres de Plaza de Mayo argentine, a cui il movimento si ispira, abbiano condannato il movimento per bocca della storica portavoce Hebe de Bonafini (leader dell'ala più politicizzata del movimento, divisosi dalla cosiddetta Linea fundadora) dicendo che le Damas de Blanco "difendono il terrorismo degli Stati Uniti mentre noi Madres de Plaza de Mayo simbolizziamo l'amore verso i nostri figli assassinati dai tiranni imposti dagli Stati Uniti., le Damas de Blanco hanno ricevuto ampio riconoscimento internazionale. Nel 2006 l'organizzazione Human Rights First ha insignito le Damas del Premio per i Diritti Umani per "la loro dedizione al riconoscimento dei diritti umani a Cuba, il loro coraggio e la loro determinazione".
Nel 2005 il movimento è insignito del premio Andrei Sajarov per la Libertà di Coscienza che il Parlamento Europeo assegna ogni anno alle organizzazioni che lottano per la difesa dei diritti umani, la promozione della democrazia e della cooperazione internazionale e la difesa dello Stato di diritto. In questo caso il regime cubano ha reagito impedendo alle esponenti di Damas de Blanco di recarsi a Strasburgo per ritirare il premio. Dal loro sito internet, le Damas fanno un appello a chi volesse appoggiarle durante un viaggio a Cuba, affinché partecipi alle loro marce e porti medicine per i loro congiunti. Anche senza recarsi a Cuba, il movimento invita i simpatizzanti a scrivere alle Damas delle lettere di solidarietà o a contattarle via telefono.